# Роющий предкузнечик
Роющий предкузнечик (лат. Paracyphoderris erebeus) — реликтовый вид прямокрылых насекомых, единственный в составе рода Paracyphoderris из подсемейства Cyphoderrinae семейства Prophalangopsidae. Первоначально был отнесён к семейству Haglidae.

## Ареал и экология
Россия: палеоэндемик юга Хабаровского края, описан с хребта Мяо-Чан. Обитает на высоте около 900 м в темнохвойной тайге под камнями.

## Описание
Тело коренастое, чёрно-коричневое, его длина у самцов 18—20 мм, у самок — 20—23 мм. Усики тостые, почти достигают брюшка. Голова большая, не шире переднеспинки. Переднеспинка сбоку седловидная, мелкоморщинистая, черная, у самцов окаймлена жёлтой полоской, у самок со светлым рисунком в виде пятен и полос, её длина у самцов около 4 мм, у самок — около 5 мм. Надкрылья оливково-коричневые с сетью пурпурно-коричневых жилок, округлые, укороченные, налегают друг на друга, их длина у самцов составляет около 9 мм, у самок — около 4 мм. Крылья редуцированы. Брюшко у самцов чёрное, задний край тергитов с рядом коричневых пятен, у самок тергиты светло-коричневые, с чёрными пятнами по переднему и заднему краям. Ноги чёрно-коричневые. Все бёдра гладкие, задние длиной около 10—11 мм. Яйцеклад сильно укорочен, не более 2 мм.